# Kommunalism
Kommunalism är ett decentraliserat organisatoriskt system med grund i självständiga mindre samhällen, vanligen direktdemokratiskt styrda kommuner., ibland med kommunism även om det inte är fullt kompatibelt eftersom kommunalism inte är ett ekonomiskt system utan organisatoriskt.
Mycket av anarkismen bygger på kommunalism, även de tidiga socialisterna de s.k. utopisterna grundande sina samhällsreformer i kommunalistiska strukturer. Viktiga tänkare med kommunalistisk samhällsorganisation är bland annat: Charles Fourier, Robert Owen, Josiah Warren, Pjotr Kropotkin, Gustav Landauer och Murray Bookchin. I Bookchins kommunalistiska version och vision betonas nödvändigheten och önskvärdheten av direktdemokratiska kommuner i konfederalistisk samverkan.

## I Sverige
Kommunalismen har i Sverige bland annat tagit formen av partiet Frihetliga kommunalfolket som sedan 1950 och fram till tidigt 2000-tal ställt upp i kommunval runtom i landet. Partiet nådde på 1950- och 1960-talen vissa framgångar i framförallt Dalarna, Värmland och en del Norrlandslän, men har sedan kommunalvalen 2010 tappat alla sina kommunala mandat.